# Cristian García Martínez
Cristian García Martínez   (Tarassona, 1990) és un pilot de ral·li aragonès actualment retirat, guanyador del Campionat d'Espanya de Ral·lis de l'any 2016 amb un Mitsubishi Lancer Evo X. La seva copilot habitual és Rebeca Liso, que alhora és la seva parella.

## Trajectòria
Cristian García Martínez comença a competir en ral·li de molt jove com a copilot del seu pare, Rafal García Huerta, a bord d'un SEAT 124 Turbo amb el que guanya el títol de copilot del Campionat d'Aragó de Ral·lis. Poc després de la majoria d'edat, Cristian fa el salt a pilot conduint un Citroën Saxo VTS i un SEAT León Cupra R en diferents proves i ral·lisprints regionals aragonesos, aconseguint diferents títols regionals.
L'any 2013 dona el salt al Campionat d'Espanya de Ral·lis amb un Suzuki Swift, participant a la categoria monomarca Copa Swift. Posteriorment, l'any 2014 guanya amb un Ford Fiesta R2 la Beca RMC, amb el que pot competir de forma completa el Campionat d'Espanya de Ral·lis 2015 amb un Mitsubishi Lancer Evo X amb el que guanya la Mitsubishi Evo Cup.
L'any 2016, amb el recolzament de Mitsubishi, disputa de nou el Campionat d'Espanya, guanyant el Ral·li de Sierra Morena, el Ral·li de Cantàbria, el Ral·li d'Ourense, el Ral·li de Llanes i el Ral·li de la Comunitat de Madrid, aconseguint alçar-se amb el títol nacional.
De cara a la temporada 2017 canvia de vehicle a un Ford Fiesta R5, arrancant bé la temporada amb tres victòries, però diversos accidents i la manca de finançament per completar la temporada fa que finalment no pugui revalidar el títol, acabant finalment cinquè del campionat.
Finalment, la manca de suport econòmic i la necessitat de centrar-se en els negocis familiars provoca la seva prematura retirada l'any 2018. Des d'aleshores ha realitzat algunes aparicions molt puntuals i, després de més de dos anys retirat, anuncià el seu retorn a la competició nacional per l'any 2020, malauradament la pandèmia de COVID-19 troncà aquesta voluntat.